# Indicador de la mel petit
L'indicador de la mel petit (Indicator minor) és una espècie d'ocell de la família dels indicatòrids (Indicatoridae) que habita boscos de ribera i sabanes de l'Àfrica Subsahariana. Ha estat citata a tots els Estats de l'àrea a excepció de Guinea Bissau, Mauritània i Djibouti.
Alguns autors classifiquen Indicator conirostris dins aquesta espècie.